# شورت براذرز
شورت براذرز (بالإنجليزية: Short Brothers)‏ يشار اليها عادة باسم شورت، هي شركة صناعات فضائية جوية، ويقع مقرها الآن في بلفاست، أيرلندا الشمالية. تأسست في عام 1908 في لندن، وكانت أول شركة في العالم تنتج الطائرات بغرض بيعها.  أشتهرت بالطائرة القارب التي صممتها وصنعتها غي عقد الخمسينيات من القرن العشرين. وهي الآن تابعة تابعة لشركة بومباردييه إيروسبيس.
في عام 1989، تم شراء شورت بواسطة بومباردييه، وتعد اليوم أكبر من يعمل في مجال التصنيع في أيرلندا الشمالية.  وتشمل منتجات الشركة مكونات الطائرات و حجيرات المحرك و أنظمة التحكم في الطيران لطائرات شركتها الأم بومباردييه إيروسبيس، و بوينغ، رولز رويس دويتشلاند ، جنرال الكتريك وبرات آند ويتني. 